# Kim Min Jae (vận động viên)
Đây là một tên người Triều Tiên, họ là Kim.
Kim Min Jae (Hangul: 김민재; sinh ngày 13 tháng 10 năm 1983) là một lực sĩ tạ Hàn Quốc. Anh đại diện cho Hàn Quốc tại Thế vận hội Mùa hè 2012.